# ガイウス・フンダニウス・フンドゥルス
ガイウス・フンダニウス・フンドゥルス（ラテン語:  Gaius Fundanius Fundulus、生没年不詳）は紀元前3世紀中期の共和政ローマの政治家・軍人。紀元前248年に護民官、紀元前246年に按察官（アエディリス）、紀元前243年に執政官（コンスル）を務めた。

## 出自
プレブスであるフンダニウス氏族の出身。フンダニウス氏族は紀元前3世紀半ば頃から歴史に登場する。父のプラエノーメン（第一名、個人名）もガイウス、祖父はクィントゥスである。氏族の中で執政官に就任したのは彼のみである。

## 経歴
フンドゥルスが最初に歴史に現れるのは紀元前248年であり、この年に護民官に就任したことが記録されている。第一次ポエニ戦争の最中であり、同僚と共に前年のドレパナ沖の海戦に敗北した執政官プブリウス・クラウディウス・プルケルを告訴した。事前の鶏占で凶兆が出たにもかかわらずこれを無視して戦闘を行い、敗北したことが罪に問われたものであった。民会での最初の公判は豪雨のために中止され、二度目の公判では別の護民官が拒否権を行使した。しかし、結局プルケルには12万アス - 損失した軍船1隻あたり1000アス - の罰金刑が課された。
紀元前246年、フンドゥルスは平民按察官（プレブス・アエディリス）に就任した。あるときプルケル（すでに死去していた）の妹であるクラウディア・クィンタがローマの公道上で群集に囲まれて非難され、彼らに対して「私の兄を生き返らせ、別の艦隊を率いてシケリアに派遣し、あまりに残酷なこれらの群集も蹴散らして下さい！」と発言した。フンドゥルスと同僚のティベリウス・センプロニウス・グラックスは、この言葉がローマ市民を侮辱したとしてクラウディアを裁判にかけ、25000コインの罰金を課した。この資金をもって、アウェンティヌスの丘にリーベルタースの神殿の建設が開始された。
フンドゥルスの経歴の頂点は、紀元前243年の執政官就任である。同僚執政官はガイウス・スルピキウス・ガッルスであった。両執政官はシケリアでカルタゴの将軍ハミルカル・バルカ（ハンニバルの父）と膠着した戦線で戦うこととなった。ほぼ毎日のように小競り合いが続いたが、戦争の決着をつけるような大規模な戦闘を行うことは不可能であった。それは消耗戦であったが、最後にはローマが成功したことが示されている。
紀元前243年の戦闘にかんするエピソードは、シケリアのディオドロスが述べる一つがあるのみである。ある小戦闘でカルタゴ軍はかなりの損害を受け、ハミルカル・バルカはフンドゥルスに埋葬のための遺体の返還を求めた。しかしフンドゥルスは、ハミルカルが派遣した使節に対して、「分別のある人間なら、死体ではなく生きている捕虜の返還を求めるだろう」と言い放って、これを拒否した。次の戦闘ではローマ軍の死者の方が多く、「これは神がフンドゥルスに報復した」ように思えた。今回はフンドゥルスがハミルカルに使者を送り、「戦闘は死んだ兵士ではなく生きた兵士が行うもの」と告げて死体の返還を求めた。

## 参考資料

### 古代の資料
- ウァレリウス・マクシムス『有名言行録』
- アウルス・ゲッリウス『アッティカ夜話』
- シケリアのディオドロス『歴史叢書』
- ティトゥス・リウィウス『ローマ建国史』
- ポリュビオス『歴史』
- スエトニウス『皇帝伝』
- カピトリヌスのファスティ

### 研究書
- Rodionov E. Punic Wars. - St. Petersburg. : SPbGU, 2005. - 626 p. - ISBN 5-288-03650-0 .
- Broughton R. Magistrates of the Roman Republic. - New York, 1951. - Vol. I. - P. 600.
- Münzer F. Fundanius // Paulys Realencyclopädie der classischen Altertumswissenschaft . - 1910. - Bd. VII, 1. - Kol. 291.
- Münzer F. Fundanius 5 // Paulys Realencyclopädie der classischen Altertumswissenschaft . - 1910. - Bd. VII, 1. - Kol. 292-293.